# Fritz Hans Rehbold

Fritz Hans Rehbold

Wilhelm Heinrich Fritz Hans Rehbold (* 22. Januar 1889 in Wiesbaden; † 11. September 1948 ebenda) war ein deutscher Pianist, Klavierlehrer und Komponist.

## Leben
Fritz Hans Rehbold war Schüler von Bernhard Stavenhagen und Enkelschüler von Franz Liszt. Als Pianist spielte er Konzerte in Europa und Übersee. Er gehörte zu den Klaviervirtuosen, die das von Emánuel Moór entwickelte Bechstein-Doppelpiano beherrschten und bekanntmachten.
Am 18. Januar 1931 spielte er mit den Berliner Philharmonikern unter der Leitung von Marc Lavry (1903–1967) die Uraufführung von dessen Konzert für Piano und Orchester Op. 10.
Stationen seiner Lehrtätigkeit waren das Konservatorium Neuchâtel, ab 1912 die Rheinische Musikschule in Köln und ab 1. September 1920 das Stern’sche Konservatorium in Berlin. Ab 1934 war er Mitglied der Berliner Franz-Liszt-Gesellschaft, die von Martha Remmert (1853–1941) gegründet und geleitet wurde.
Rehbold starb 1948 im Alter von 59 Jahren an den Folgen eines Schlaganfalls in den Städtischen Krankenanstalten von Wiesbaden. Er war nicht verheiratet.

## Schüler
- Else Schmitz-Gohr

## Werke
Klavierkompositionen
- Op. 1 Im Volkston
- Op. 2 Petite Etude
- Op. 3 Grosse Etude

sämtlich bei Ernst Schellenberg, Wiesbaden